# Where the Hood At?
Where the Hood At? је песма афроамеричкога репера Ди-Ем-Екса која је објављена као први сингл с његовога студијскога албума Grand Champ. На Олмјузику пише да је ова песма „химна првих синглова”.
У песми се упућује прозивка Џа Рулу који се оптужује за хомосексуализам. („How you gonna explain fuckin a man? / Even if we squashed the beef, I ain't touchin ya hand.”)

## Издање

### Продукција
Песма је снимљена у чикашкоме студију. Ди-Ем-Ексов блиски пријатељ Кејто је такође био тамо у време снимања. Кејто је у међувремену преминуо. Када је Ди-Ем-Ексов први пут чуо бит, одмах је смислио текст за оно што ће касније бити први стих рефрена ове песме, а по коме носи назив ова песма.
Верзија без влугаризама нема трећи стих, за разлику од експлицитне верзије. Продуценти песме су били Тјунхедз, тим за музичке креације. Снимљена је 2003. г. и један је од првих синглова уопште који је био доступан за дигитално преузимање путем веб-сајта Амазона.
У цензурисаној верзији је такође избачен део „Fuckin with a nigga like me” (Зајебавај се са црнчугом попут мене), а замењен је стихом „Messin' with a dog like me” (Зезај се са псом попут мене).
Ова песма је семпл песме I'll Play the Blues for You Алберта Кинга. Исту песму је пре Ди-Ем-Екса семпловао и Биг Деди Кејн у песми Young, Gifted and Black. Ди-Ем-Екс је изјавио да се заљубио у ритам Кејнву песме када је она изашла.

### Спот
Спот за песму је био без вулгаризама и смештан је у Ди-Ем-Ексов комшијски крај Јонкерс, у Њујорку. У њему се појављују познати репери као Дрег-он, Свиз Битз, Дебели Џо и Баста Рајмс.
У том споту није само изведена нумера Where the Hood At? већ после ње је спојена и песма под насловом A'Yo Kato у продукцији Свиз Битза како би одали почаст Кејту.

## Топ листе
| Графикон                                                   | Положај |
| ---------------------------------------------------------- | ------- |
| Амерички билборд Хот 100                                   | 68      |
| Амерички Р&amp;Б / хип-хоп синглови и нумере ( Биллбоард ) | 24      |
| Амерички Хот Рап синглови ( Билборд )                      | 13      |
| УК Синглес ( Оффициал Цхартс Цомпани )                     | 16      |
| УК Р&Б ( Оффициал Цхартс Цомпани )                         | 4       |
| Немачки синглови ( Графикони контроле медија )             | 29      |